# Lista chorążych reprezentacji Mozambiku na igrzyskach olimpijskich
Lista chorążych reprezentacji Mozambiku na igrzyskach olimpijskich – lista zawodników i zawodniczek reprezentacji Mozambiku, którzy podczas ceremonii otwarcia nowożytnych igrzysk olimpijskich nieśli flagę Mozambiku.

## Chronologiczna lista chorążych
| Lp. | Rok i miejsce     | Chorąży                  | Dyscyplina    |
| --- | ----------------- | ------------------------ | ------------- |
| 1   | 1980, Moskwa      | b.d.                     |               |
| 2   | 1984, Los Angeles | Daniel Firmino           |               |
| 3   | 1988, Seul        | b.d.                     |               |
| 4   | 1992, Barcelona   | b.d.                     |               |
| 5   | 1996, Atlanta     | Maria Mutola             | Lekkoatletyka |
| 6   | 2000, Sydney      | Jorge Duvane             | Lekkoatletyka |
| 7   | 2004, Ateny       | Kurt Couto               | Lekkoatletyka |
| 8   | 2008, Pekin       | Kurt Couto               | Lekkoatletyka |
| 9   | 2012, Londyn      | Kurt Couto               | Lekkoatletyka |
| 10  | 2016, Rio         | Joaquim Lobo             | Kajakarstwo   |
| 11  | 2020, Tokio       | Rady Gramane             | Boks          |
| 11  | 2020, Tokio       | Kevin Loforte            | Judo          |
| 12  | 2024, Paryż       | Alcinda Lucas Dos Santos | Boks          |
| 12  | 2024, Paryż       | Matthew Lawrence         | Pływanie      |